# Elisabeth Rosenkrantz
Elisabeth Rosenkrantz (2. december 1654 – 9. december 1721) var en dansk adelsdame og godsejer.
Hun var datter Erik Rosenkrantz til Rosenholm og Mette Pallesdatter Rosenkrantz. Da moderen døde, da Elisabeth var 11 år gammel i 1665, kom hun da i huset hos sin moster, Birgitte Pallesdatter Rosenkrantz, der var gift med Christen Skeel "den rige" på nabogodset Gammel Estrup.
Ved mosterens død i 1677 vendte hun hjem til Rosenholm, hvor hun tilbragte et par år med faderen og dennes nye hustru, Margrethe Krabbe. Her fik hun sig en bejler i naboherremanden Knud Gyldenstierne til Møllerup. De blev trolovet, og han byggede en ny hovedbygning på Møllerup for at give sin brud en standsmæssig bolig. Brylluppet stod 21. juni 1682 på Rosenholm.
I hendes ligprædiken står, at "han gjorde sig lystig hver dag og udviklede sig i hendes kærlighed". Men den ægteskabelige lykke blev dog kort, da han døde efter kun 15 ugers ægteskab, 6. oktober samme år. Datteren Hilleborg Gyldenstierne fødtes knap 9 måneder senere. Efter 14 år som enke på Møllerup giftede hun sig igen 1696 med generalmajor Joachim Schack til Sneumgård. Han døde 4 år senere, hvorefter Elisabeth forblev enke resten af sine dage.
Ved stedmoderen Margrethe Krabbes død i 1716 arvede Elisabeth slægtens stamsæde, Rosenholm Slot. De to godser efterlod hun ved sin død 1721 til sit eneste barn, datteren Hilleborg.
Elisabeth Rosenkrantz ligger begravet i Feldballe Kirke.